# Oleg Logvin
Oleg Nikolajevič Logvin (Олег Николаевич Логвин, * 23. května 1959 Barysaŭ) je bývalý sovětský reprezentant v silniční cyklistice běloruské národnosti, člen klubu Pracovní zálohy Minsk. Byl členem vítězného kvarteta v časovce družstev na Letních olympijských hrách 1980 v Moskvě, na mistrovství světa v silniční cyklistice získal se sovětským družstvem stříbrnou medaili v roce 1981 a bronzovou v roce 1982, na druhém místě skončil také na mistrovství světa juniorů v silniční cyklistice 1977. Jako jednotlivec vyhrál závod Łomża-Kaunas 1978 a nizozemskou Olympia's Tour 1980, byl druhý na Gran Premio della Liberazione 1981, Milk Race 1982 a na mistrovství SSSR v silničním závodě s hromadným startem 1984. Byl jedním z jezdců vítězného sovětského týmu na Závodě míru v letech 1981 a 1984, kdy obsadil v klasifikaci jednotlivců třinácté, resp. čtyřiadvacáté místo. V roce 1985 ukončil kariéru a vystudoval trestní právo na vysoké škole ministerstva vnitra, v roce 1989 se vrátil k závodění a přijal angažmá v profesionální stáji Alfa Lum. Jeho největším úspěchem mezi profesionály bylo vítězství v jednorázovém závodě Porto-Lisabon v roce 1992. Byl mu udělen Odznak cti a čestné občanství města Borisova.